# Лихтенштейн на летних Олимпийских играх 2024

## Квалификация
| № п/п | Вид спорта | Мужчины        | Мужчины                | Женщины        | Женщины                | Всего          | Всего                  |
| № п/п | Вид спорта | Завоевано квот | Количество спортсменов | Завоевано квот | Количество спортсменов | Завоевано квот | Количество спортсменов |
| ----- | ---------- | -------------- | ---------------------- | -------------- | ---------------------- | -------------- | ---------------------- |
| 1     | Велоспорт  | 1              | 1                      |                |                        |                |                        |
|       | ИТОГО      | 1              | 1                      |                |                        | 1              | 1                      |

## Состав команды
Велоспорт
 Маунтинбайк
1. Романо Пюнтенер[англ.]

## Велоспорт

### Маунтинбайк
Лихтенштейн получил одну универсальную квоту в мужские соревнования по маунтинбайку.
| Спортсмен       | Категория | Время   | Место |
| --------------- | --------- | ------- | ----- |
| Романо Пюнтенер | Мужчины   | 1:34.33 | 28    |